# Acanthosicyos horridus
Acanthosicyos horridus är en gurkväxtart som beskrevs av Friedrich Welwitsch. Acanthosicyos horridus ingår i släktet Acanthosicyos och familjen gurkväxter. Inga underarter finns listade i Catalogue of Life.

## Bildgalleri

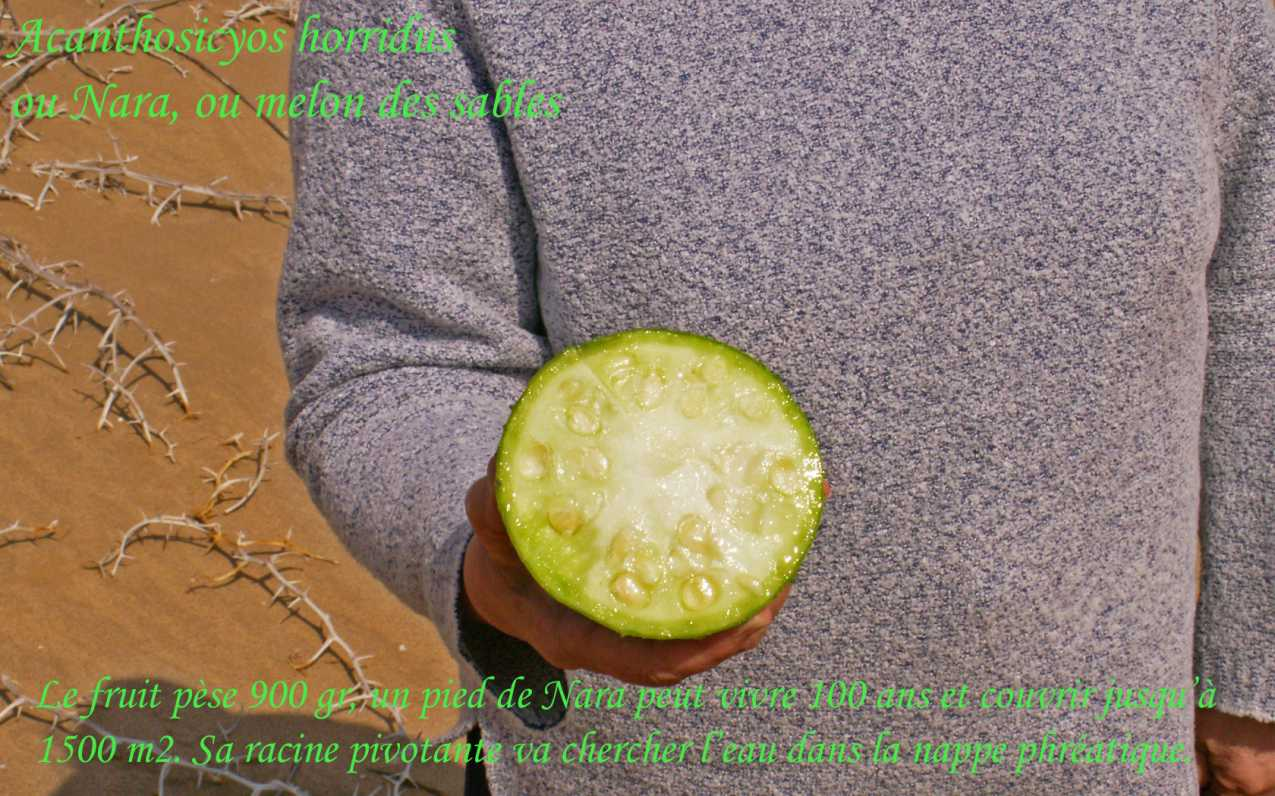
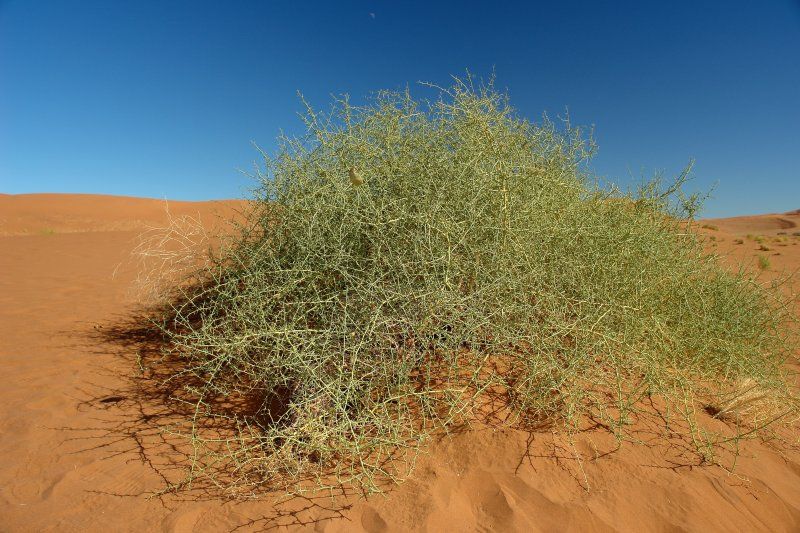
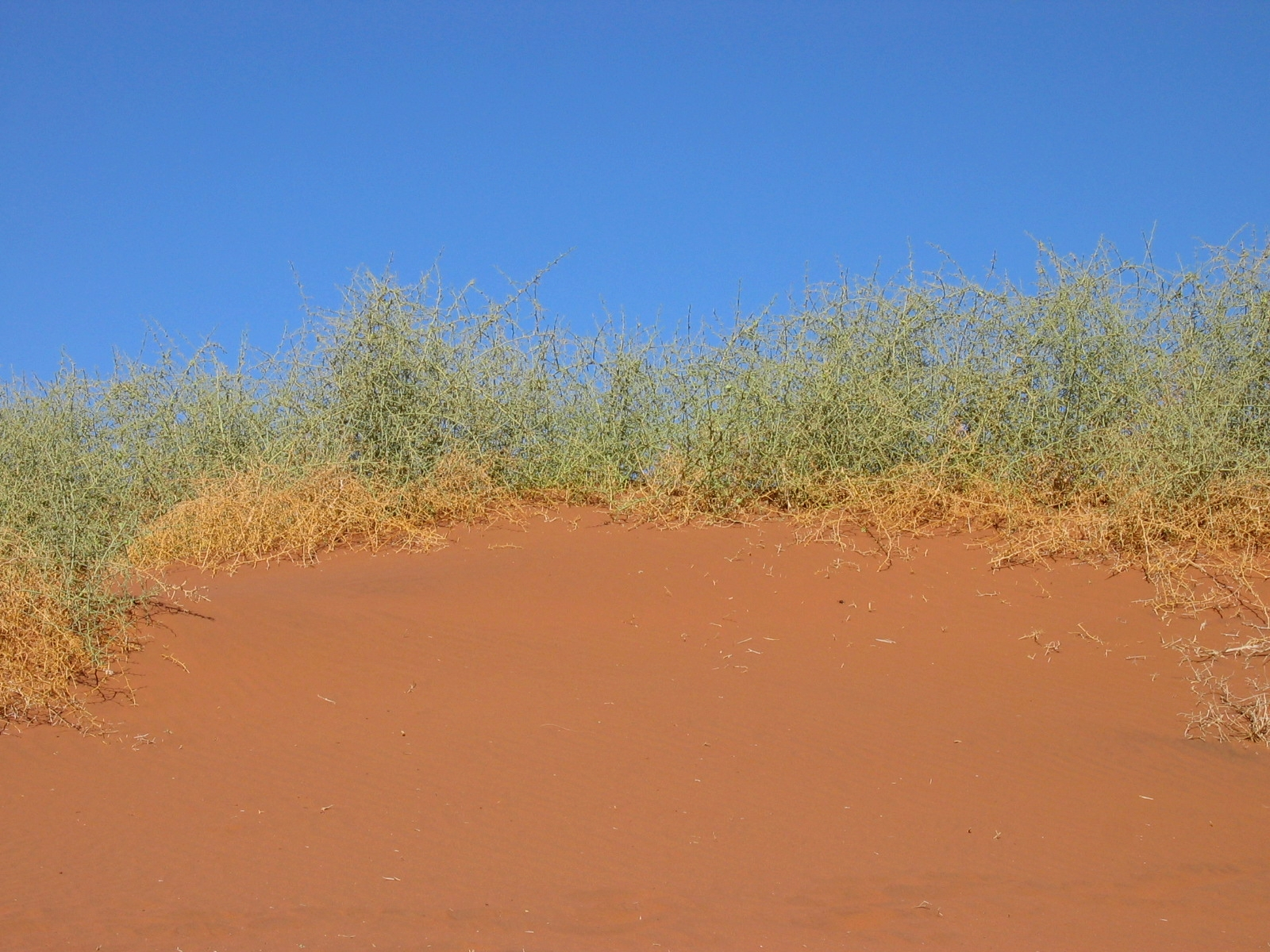
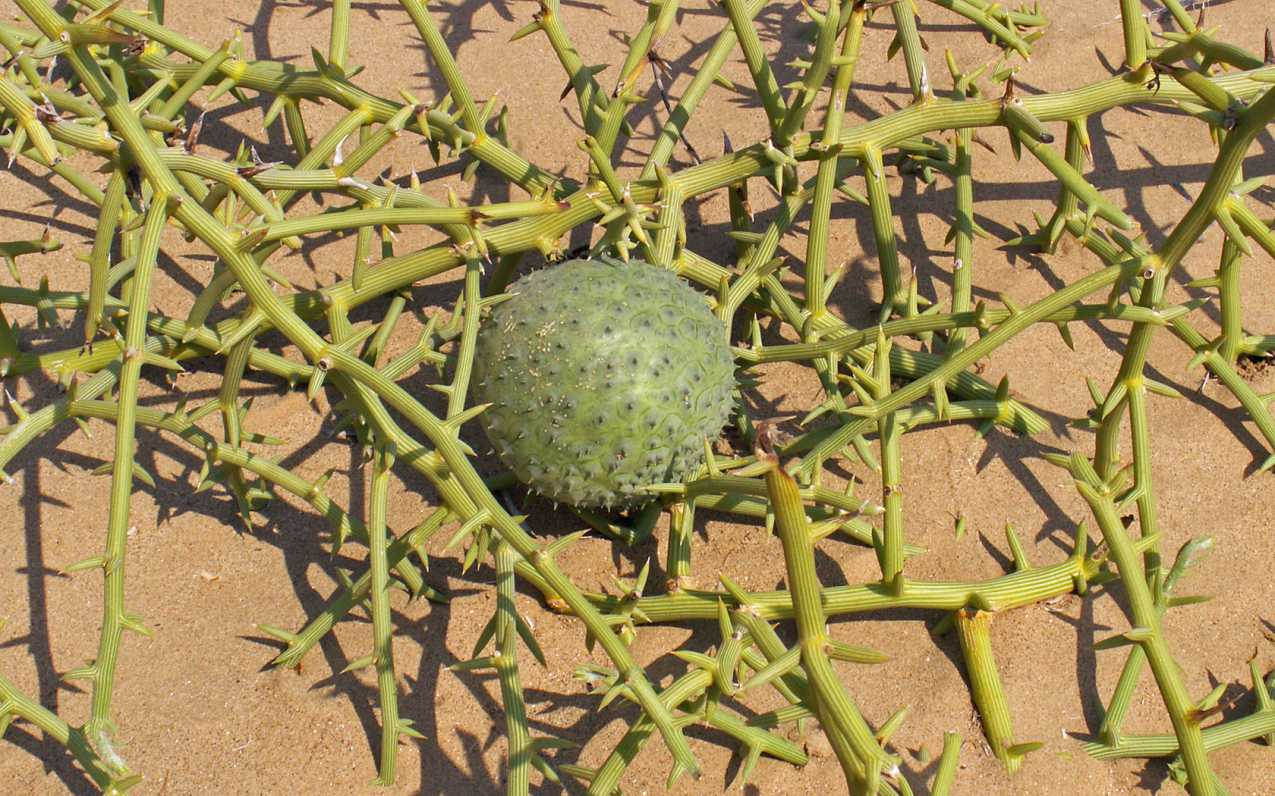
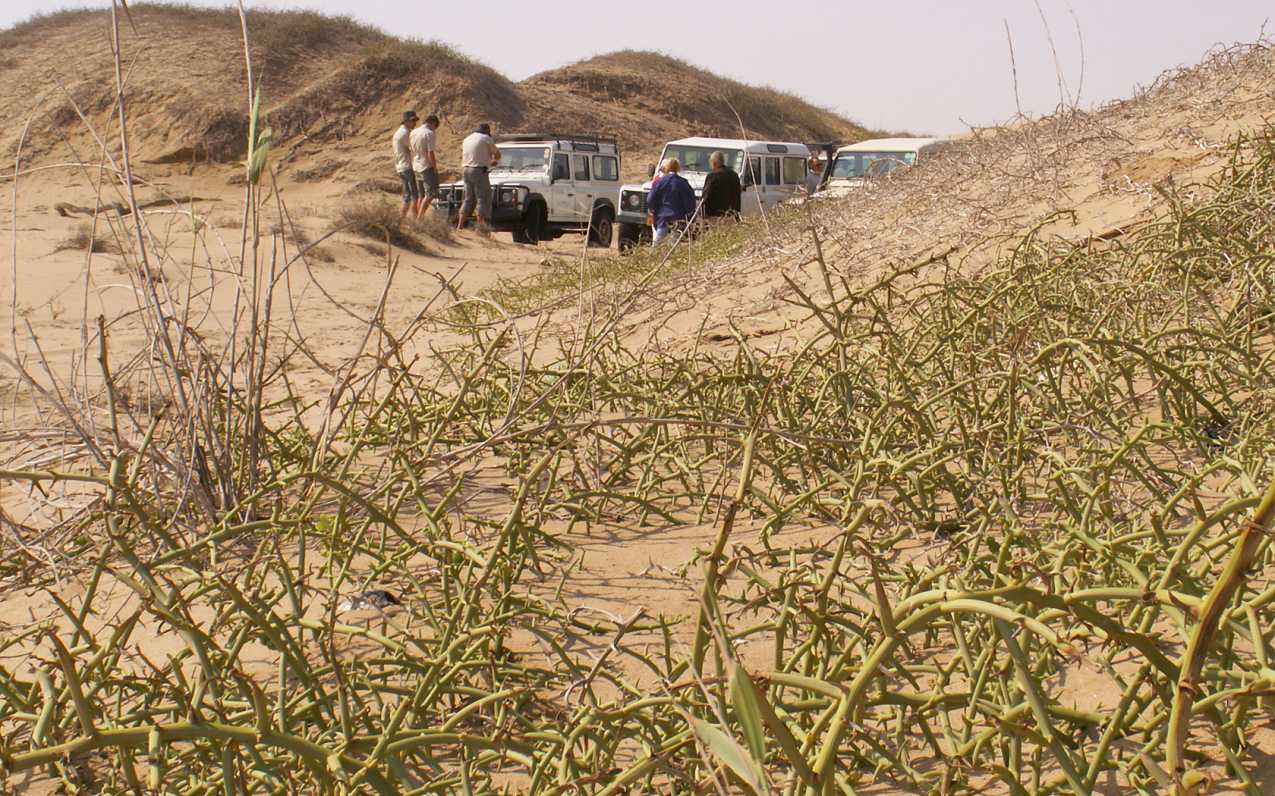
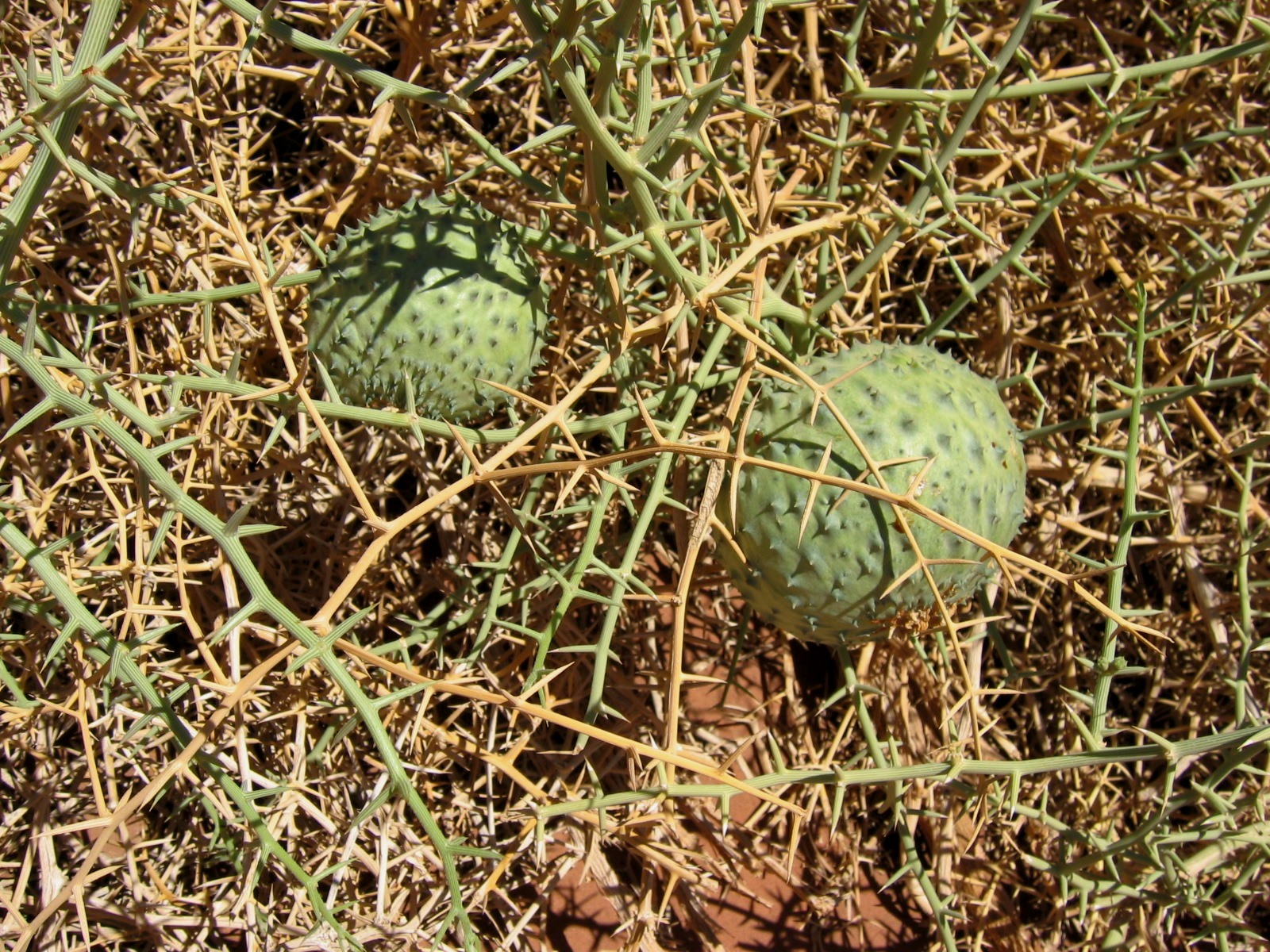